# Like a Prayer (låt)
"Like a Prayer" är en låt framförd av den amerikanska popartisten Madonna, utgiven som den första singeln från hennes fjärde studioalbum med samma namn den 3 mars 1989. Låten skrevs och producerades av Madonna tillsammans med Patrick Leonard och markerade en förändring i hennes låtskrivande med fokus på en mer vuxen publik. Singeln kom att bli en stor hit.

## Bakgrund
1988 var ett tyst år på inspelningsfronten för Madonna. Efter hennes mindre framgångsrika film Who's That Girl (1987) medverkade hon i Broadway-produktionen Speed-the-Plow men den negativa kritiken fick henne återigen att känna sig obekväm. Hennes äktenskap med skådespelaren Sean Penn upplöstes och paret ansökte om skilsmässa i januari 1989. Madonna fyllde 30, den ålder då hennes mor hade gått bort, vilket fick henne att känna ett ökat känslomässigt kaos. I ett nummer av tidningen Interview som utkom i maj 1989 kommenterade hon att hennes katolska uppväxt gav henne skuldkänslor hela tiden.
Medan Madonna övervägde sina alternativ experimenterade producenterna Patrick Leonard och Stephen Bray med instrumentella låtar och idéer som hon sedan kunde välja bland. Båda två ville ge henne en unik stil till projektet och de utvecklade helt annorlunda musik till titelspåret. I slutändan kände Madonna att Leonards musik var mer intressant och började arbeta med honom. Tillsammans skrev och producerade de titelspåret, "Like a Prayer", som var den första låten för albumet Like a Prayer. Så fort Madonna hade arbetat fram ett sätt att få hennes idéer att passa in i musiken skrev hon låten på ca tre timmar. Hon beskrev "Like a Prayer" som en sång om en passionerad ung tjej "så förälskad i Gud att det nästan vore som om Han var mannen i hennes liv".

## Komposition
"Like a Prayer" är en poprocklåt med element av gospel och funk. Enligt partitur från Alfred Publishing är låten skriven i tonarten D-moll och har en 4/4-takt med ett tämligen snabbt tempo på 126 taktslag per minut. Den använder ackordföljden Dm–C–D–Gm–D i öppningsrefrängen och Dm–C–E–C7–B♭–F–A i verserna.

## Musikvideo
Musikvideon till "Like a Prayer" regisserades av den amerikanska filmregissören Mary Lambert och spelades in vid Raleigh Studios i Hollywood samt San Pedro Hills i San Pedro. Madonna ville att videon skulle vara mer provocerande än något annat hon gjort tidigare. Hon ville ta avstånd från rasism genom att låta videon skildra ett blandraspar skjutas av Ku Klux Klan. Men vid närmare eftertanke bestämde hon sig för ett annat provocerande tema med associationer till låtens religiösa innebörd. När Madonna hade spelat in låten spelade hon upp den om och om igen och gav sedan följande visuella tolkning:
| ” | Denna historia om en tjej som var vansinnigt förälskad i en svart man, utspelad söder ut kring denna förbjudna romans mellan olika raser. Killen som hon är förälskad i sjunger i en kör. Hon är besatt av honom och går till kyrkan hela tiden. Och då blev det till en större historia som handlade om rasism och trångsynthet. | „ |

Lambert hade en annan visuell aspekt av låten i sitt huvud. Hon kände att den handlade mer om att vara i extas, inte minst i sexuell mening, och hur det relaterade till religiös extas. Hon lyssnade på låten tillsammans med Madonna ett antal gånger och kom till slutsatsen att den religiösa extasen borde finnas med. Ett förslag på handling var att använda Madonna som mordvittne i videon, en idé som sedan utökades och blev en triggande faktor för extasdelen i handlingen. Skådespelaren Leon Robinson anlitades för att spela rollen som ett helgon, inspirerat av Martin de Porres, skyddspatronen för blandfolk.

## Format och låtlistor
| - 7"-vinylsingel – USA 1. "Like a Prayer" (7" version) – 5:19 2. "Act of Contrition" – 2:19 - 3"-CD-singel – Japan 1. A. "Like a Prayer" (7" version fade) – 5:07 2. B. "Act of Contrition" – 2:19 - 12"-vinylsingel – USA 1. "Like a Prayer" (12" dance mix) – 7:50 2. "Like a Prayer" (12" extended remix) – 7:21 3. "Like a Prayer" (Churchapella) – 6:14 4. "Like a Prayer" (12" club version) – 6:35 5. "Like a Prayer" (7" remix edit) – 5:41 6. "Act of Contrition" – 2:19 | - 12"-vinylsingel – Storbritannien 1. A. "Like a Prayer" (12" dance mix) – 7:50 2. B1. "Like a Prayer" (Churchapella) – 6:14 3. B2. "Like a Prayer" (7" remix edit) – 5:41 - Remixed Prayers CD-album – Japan 1. "Like a Prayer" (12" Dance Mix) – 7:50 2. "Like a Prayer" (12" Extended Mix) – 7:21 3. "Like a Prayer" (Churchapella) – 6:05 4. "Like a Prayer" (12" Club Version) – 6:35 5. "Like a Prayer" (7" Remix Edit) – 5:41 6. "Express Yourself" (Non-Stop Express Mix) – 7:57 7. "Express Yourself" (Stop & Go Dubs) – 10:49 8. "Express Yourself" (Local Mix) – 6:26 |

## Medverkande
- Madonna – sång, låtskrivare, producent
- Patrick Leonard – låtskrivare, producent, arrangemang
- Andraé Crouch – kör, bakgrundssång
- Bill Meyers – arrangemang
- Bruce Gaitsch – akustisk gitarr
- Chester Kamen – gitarr
- Chuck Findley – arrangemang, brassinstrument
- Dann Huff – gitarr
- David Williams – elbas
- Dick Hyde – brassinstrument
- Donna De Lory – bakgrundssång
- Niki Haris – bakgrundssång
- Geary Lanier – clavinet
- Guy Pratt – trumprogrammering, bas
- Paulinho da Costa – slagverk
- Herb Ritts – omslagsfotografi
- Christopher Ciccone – omslagsdesign för 12"-singeln
- Bob Ludwig – mastering
- Bill Bottrell – ljudmix
- Shep Pettibone – ytterligare produktion, remix, ljudtekniker
- Michael Hutchinson – remixtekniker
- Dave Way – assisterande ljudtekniker
- Fred McFarlane – programmering
- Junior Vasquez – ljudtekniker
- Bill Bottrell – ytterligare produktion, remix

Medverkande är hämtade ur albumhäftet till Like a Prayer.

## Listplaceringar
| Lista (1989)  | Topplacering |
| ------------- | ------------ |
| Australien    | 1            |
| Finland       | 12           |
| Frankrike     | 2            |
| Nederländerna | 1            |
| Norge         | 1            |
| Nya Zeeland   | 1            |
| Schweiz       | 1            |
| Sverige       | 1            |
| Österrike     | 2            |